# Zugo
Zugo (toponimo italiano; in tedesco e ufficialmente Zug, in francese Zoug, in romancio Zug) è un comune svizzero di 30 542 abitanti del Canton Zugo; ha lo status di città ed è la capitale del cantone.

## Geografia fisica
Zugo è situata sul lago di Zugo e ai piedi del monte Zugerberg, alto 1039 m s.l.m.

## Storia
Nel 1935 località di Sankt Wolfgang, fino ad allora frazione di Zugo, fu assegnata a Hünenberg.

## Monumenti e luoghi d'interesse

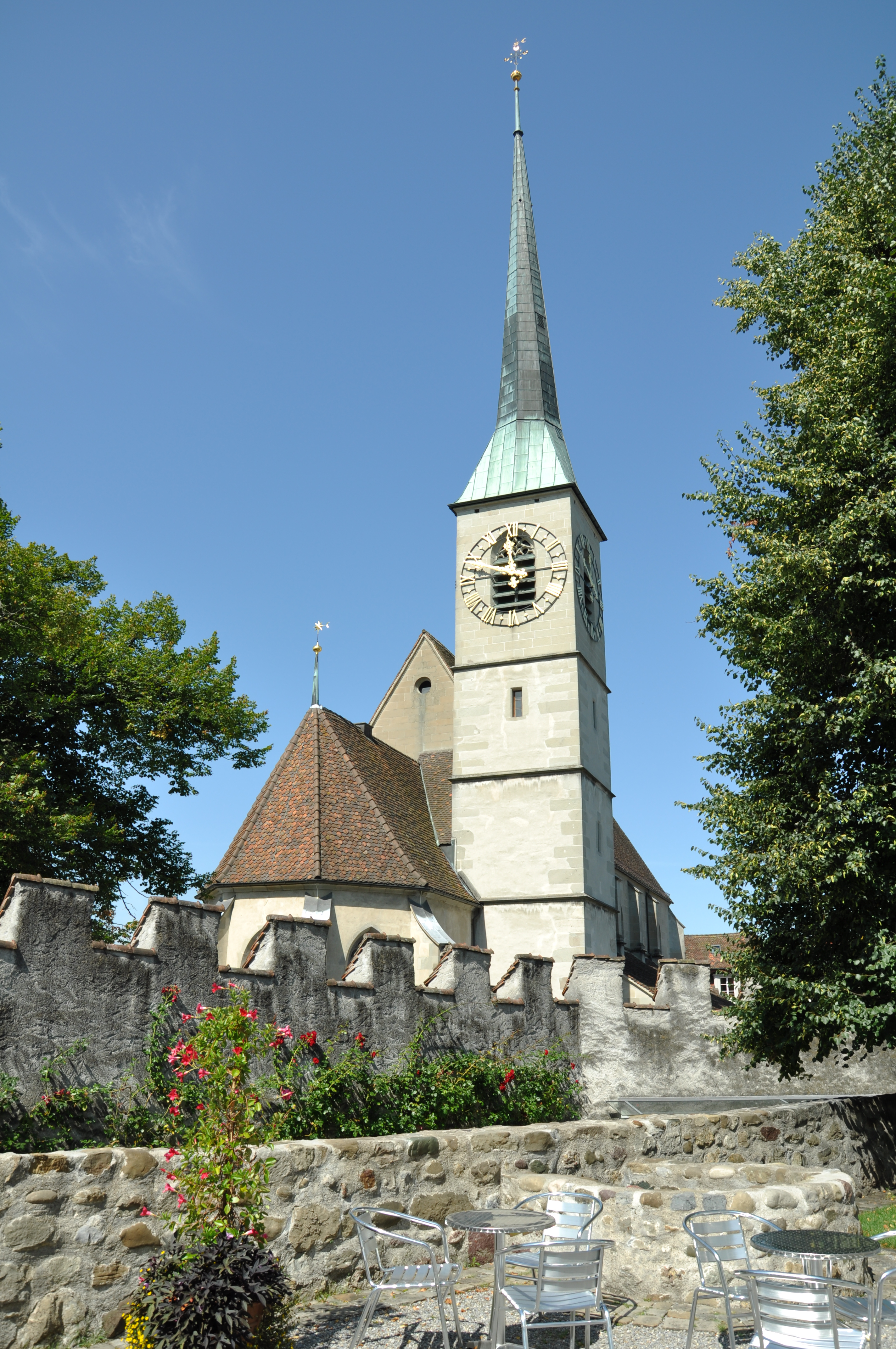
La chiesa di Sant'Osvaldo

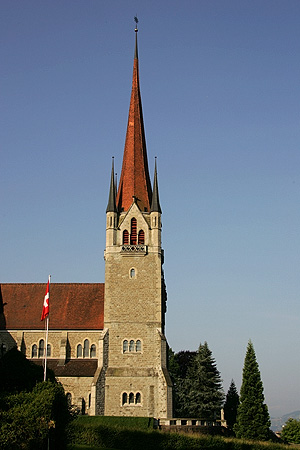
La chiesa di San Michele

- Chiesa cattolica di Sant'Osvaldo, eretta nel XV secolo[1];
- Chiesa cattolica di San Michele, ricostruita nel 1457[1].

## Società

### Evoluzione demografica
L'evoluzione demografica è riportata nella seguente tabella:
Abitanti censiti

## Geografia antropica
La città di Zugo comprende zone estese di insediamenti commerciali, industriali e residenziali nella pianura della Lorze.  Il villaggio di Oberwil bei Zug e l'insediamento di Räbmatt sono situati a sud di Zugo, sulla riva del lago. Zugo si è già praticamente unito con i comuni di Baar, Steinhausen e Cham, situati anch'essi nella pianura della Lorze.

## Infrastrutture e trasporti

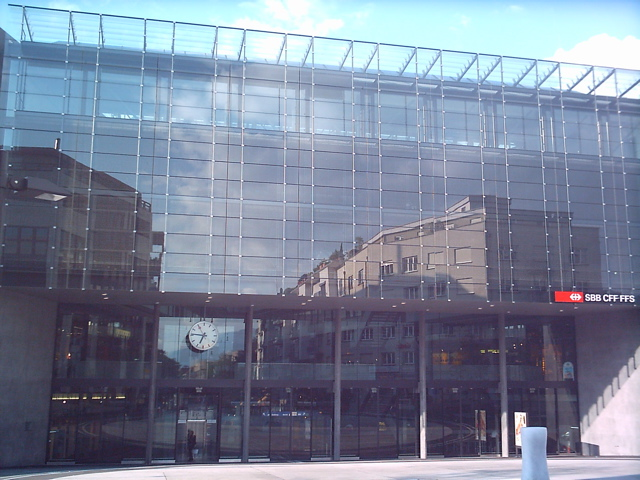
La stazione di Zugo

Zugo è servita dall'omonima stazione, capolinea delle linee Zugo-Arth, Thalwil-Zugo, Zugo-Lucerna e Zurigo-Zugo, nonché della ferrovia urbana di Zugo. A Zugo termina l'autostrada A14 Lucerna-Zugo.

## Amministrazione
Ogni famiglia originaria del luogo fa parte del cosiddetto comune patriziale e ha la responsabilità della manutenzione di ogni bene ricadente all'interno dei confini del comune.

## Sport
A Zugo hanno sede la squadra di calcio Fussballclub Zug 94, quella di football americano Midland Bouncers e quella di hockey su ghiaccio Eissportverein Zug.